# Orobanche variegata
Orobanche variegata là loài thực vật có hoa thuộc họ Cỏ chổi. Loài này được Wallr. mô tả khoa học đầu tiên năm 1825.

## Hình ảnh

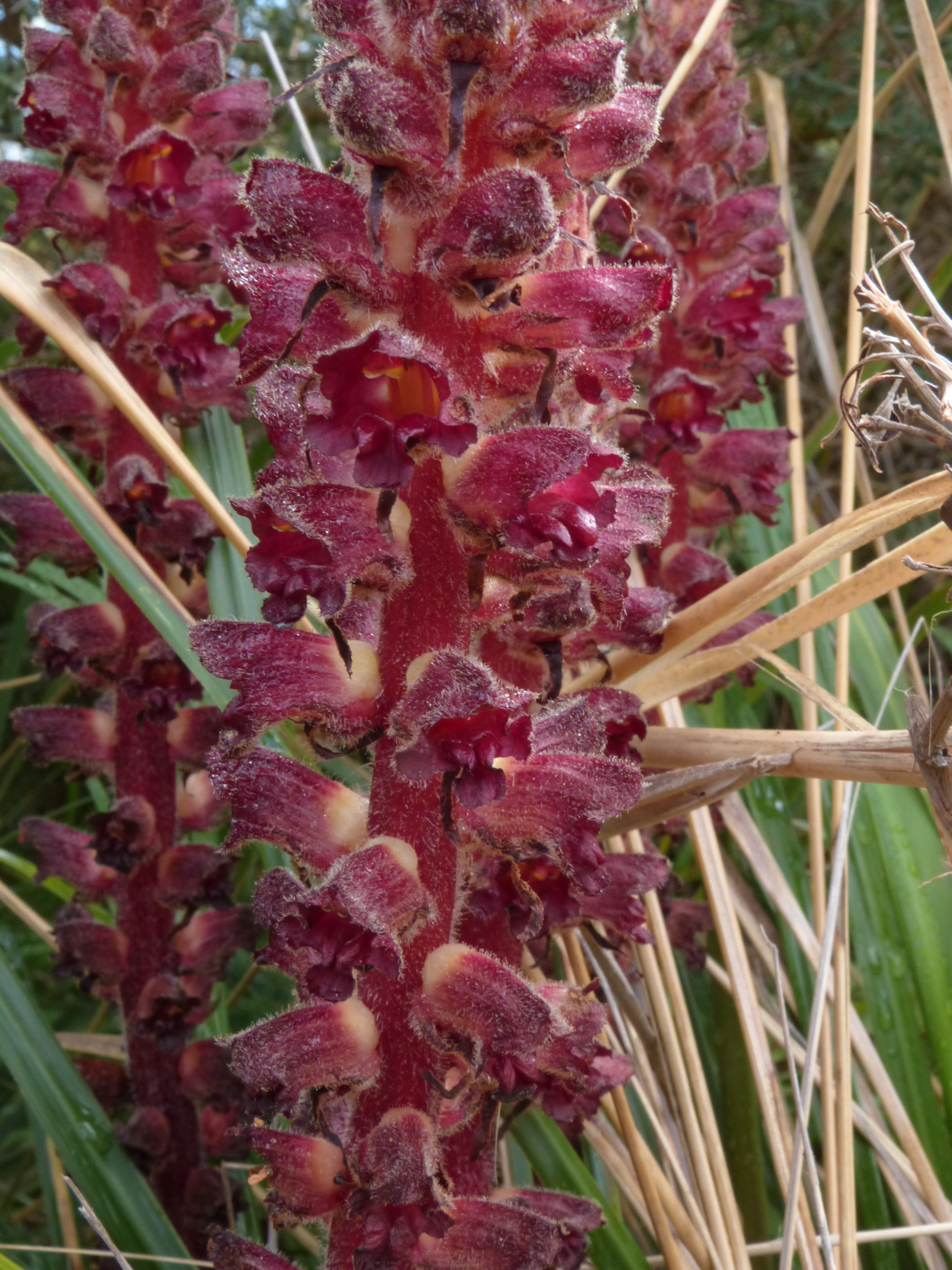